# Ли, Кит (баскетболист)
Кит Деуэйн Ли (англ. Keith DeWayne Lee; род. 28 декабря 1962, Уэст-Мемфис, штат Арканзас) — американский профессиональный баскетболист.

## Ранние годы
Кит Ли родился в городе Уэст-Мемфис (штат Арканзас), учился в Уэст-Мемфисской школе, в которой играл за местную баскетбольную команду. В 1985 году закончил Мемфисский университет, где в течение четырёх лет играл за команду «Мемфис Тайгерс», в которой провёл успешную карьеру, набрав в итоге 2408 очков, к тому же в том же году помог вывести свою команду в «Финал четырёх».

## Карьера в НБА
Играл на позиции тяжёлого форварда и центрового. В 1985 году был выбран на драфте НБА под 11-м номером командой «Чикаго Буллз», однако не сыграл за неё ни одного матча, а сразу был обменян в «Кливленд Кавальерс». Позже выступал за команды «Нью-Джерси Нетс», «Санкост Санбластерс» (USBL), «Рапид-Сити Триллерс» (КБА), «Индепендьенте» (Неукен), «Мемфис Файр» (USBL) и «Джексон Джекалс» (USBL). Всего в НБА провёл 3 сезона. Два раза признавался баскетболистом года среди студентов конференции Metro (1982, 1985). Два раза включался в 1-ю всеамериканскую сборную NCAA (1983, 1985), а также один раз — во 2-ю всеамериканскую сборную NCAA (1984). В 1989 году был выставлен своим клубом на драфт расширения НБА, на котором 15 июня был выбран под 21-м номером новообразованной командой «Орландо Мэджик», однако не сыграл за неё ни одного матча. Всего за карьеру в НБА сыграл 182 игры, в которых набрал 1114 очков (в среднем 6,1 за игру), сделал 861 подбор, 178 передач, 74 перехвата и 110 блок-шотов.

## Статистика

### Статистика в НБА
| Сезон                                                                                    | Команда    | Регулярный сезон | Регулярный сезон | Регулярный сезон | Регулярный сезон | Регулярный сезон | Регулярный сезон | Регулярный сезон | Регулярный сезон | Регулярный сезон | Регулярный сезон | Регулярный сезон | Серия плей-офф | Серия плей-офф | Серия плей-офф | Серия плей-офф | Серия плей-офф | Серия плей-офф | Серия плей-офф | Серия плей-офф | Серия плей-офф | Серия плей-офф | Серия плей-офф |
| Сезон                                                                                    | Команда    | GP               | GS               | MPG              | FG%              | 3P%              | FT%              | RPG              | APG              | SPG              | BPG              | PPG              | GP             | GS             | MPG            | FG%            | 3P%            | FT%            | RPG            | APG            | SPG            | BPG            | PPG            |
| ---------------------------------------------------------------------------------------- | ---------- | ---------------- | ---------------- | ---------------- | ---------------- | ---------------- | ---------------- | ---------------- | ---------------- | ---------------- | ---------------- | ---------------- | -------------- | -------------- | -------------- | -------------- | -------------- | -------------- | -------------- | -------------- | -------------- | -------------- | -------------- |
| 1985/86                                                                                  | Кливленд   | 58               | 38               | 20,6             | 46,6             | 25,0             | 78,1             | 6,1              | 1,2              | 0,5              | 0,6              | 7,4              | Не участвовал  | Не участвовал  | Не участвовал  | Не участвовал  | Не участвовал  | Не участвовал  | Не участвовал  | Не участвовал  | Не участвовал  | Не участвовал  | Не участвовал  |
| 1986/87                                                                                  | Кливленд   | 67               | 1                | 13,0             | 45,5             | 0,0              | 71,3             | 3,7              | 1,0              | 0,4              | 0,6              | 6,1              | Не участвовал  | Не участвовал  | Не участвовал  | Не участвовал  | Не участвовал  | Не участвовал  | Не участвовал  | Не участвовал  | Не участвовал  | Не участвовал  | Не участвовал  |
| 1988/89                                                                                  | Нью-Джерси | 57               | 4                | 14,7             | 42,2             | 0,0              | 74,6             | 4,5              | 0,7              | 0,4              | 0,6              | 4,8              | Не участвовал  | Не участвовал  | Не участвовал  | Не участвовал  | Не участвовал  | Не участвовал  | Не участвовал  | Не участвовал  | Не участвовал  | Не участвовал  | Не участвовал  |
|                                                                                          | Всего      | 182              | 43               | 16,0             | 45,1             | 18,2             | 74,6             | 4,7              | 1,0              | 0,4              | 0,6              | 6,1              | Не участвовал  | Не участвовал  | Не участвовал  | Не участвовал  | Не участвовал  | Не участвовал  | Не участвовал  | Не участвовал  | Не участвовал  | Не участвовал  | Не участвовал  |
| Наведите курсор мыши на аббревиатуры в заголовке таблицы, чтобы прочесть их расшифровку. |            |                  |                  |                  |                  |                  |                  |                  |                  |                  |                  |                  |                |                |                |                |                |                |                |                |                |                |                |